# Paranauphoeta rufipes
Paranauphoeta rufipes är en kackerlacksart som beskrevs av Brunner von Wattenwyl 1865. Paranauphoeta rufipes ingår i släktet Paranauphoeta och familjen jättekackerlackor. Inga underarter finns listade i Catalogue of Life.